# Bockenfeld (Gebsattel)

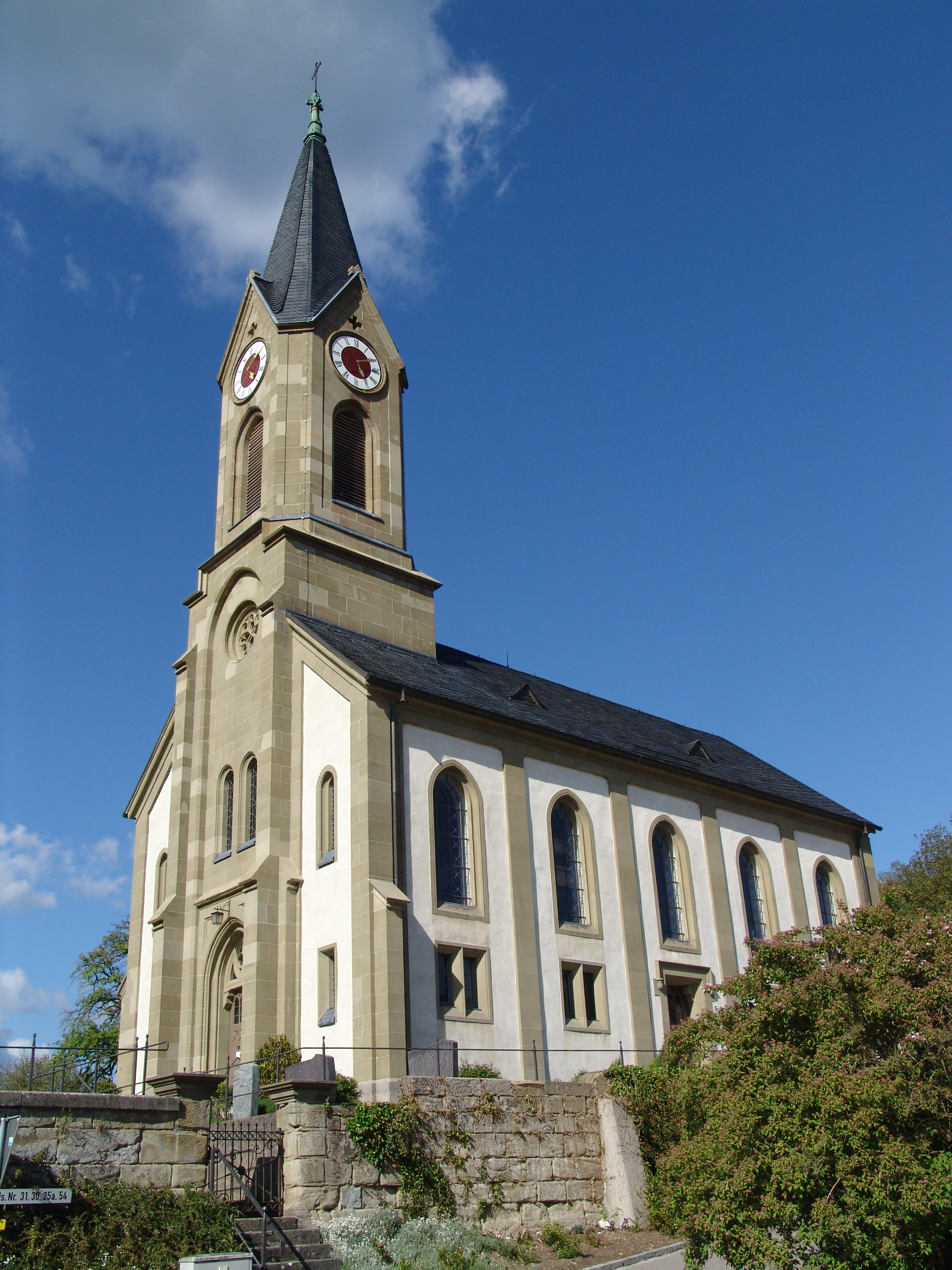
Kirche St. Nikolaus

Bockenfeld ist ein Gemeindeteil der Gemeinde Gebsattel im Landkreis Ansbach (Mittelfranken, Bayern). Die Gemarkung Bockenfeld hat eine Fläche von 3,308 km². Sie ist in 501 Flurstücke aufgeteilt, die eine durchschnittliche Fläche von 6603,27 m² haben.

## Geografie
Das Kirchdorf liegt an der Tauber und am Wolfsauer Graben, der dort als rechter Zufluss in die Tauber mündet. 1 km südöstlich erhebt sich der Laubersberg (517 m ü. NHN), 1 km südwestlich der Reinhardsberg (438 m ü. NHN). Die Kreisstraße AN 33 führt nach Gebsattel zur Staatsstraße 2249 (2,5 km nördlich) bzw. nach Diebach zur Staatsstraße 2247 (2,2 km südlich). Gemeindeverbindungsstraßen führen nach Wolfsau (1,6 km südöstlich) und nach Lohr zur Staatsstraße 2417 (2 km westlich).

## Geschichte
1168 wurde Bockenfeld in einer Schenkungsurkunde für das Ansbacher Gumbertusstift erstmals namentlich erwähnt. Der Ortsname „Bockenfeld“ enthält den germanischen Personennamen Bocco. Daraus kann geschlossen werden, dass die Siedlung bereits um 800 n. Chr. gegründet wurde.
In der Folgezeit bis 1245 erwarb das Gumbertusstift weitere Güter und Anfang des 14. Jahrhunderts die Herrschaft Schillingsfürst Ansprüche in dem Ort. Im Jahr 1312 wird ein sich nach dem Ort nennendes Ministerialengeschlecht urkundlich erwähnt, dass höchstwahrscheinlich auf der abgegangenen Burg nordnordwestlich der Kirche saß. Im Dreißigjährigen Krieg verödeten sechs von neun Höfen. Erst gegen Ende des 17. Jahrhunderts konnten die Höfe wieder aufgebaut und bewirtschaftet werden.
1799 waren das hohenlohische Amt Schillingsfürst, die Reichsstadt Rothenburg und das Stiftsamt Ansbach Grundherren in Bockenfeld. Hohenlohe-Schillingsfürst unterstanden 19 Untertansfamilien. 1802 wurde der Ort auch „Taubenbockenfeldt“ genannt.
Mit dem Gemeindeedikt (frühes 19. Jahrhundert) wurde Bockenfeld dem Steuerdistrikt Diebach zugewiesen. Wenig später entstand die Ruralgemeinde Bockenfeld. In Verwaltung und Gerichtsbarkeit war sie dem Herrschaftsgericht Schillingsfürst zugeordnet (1840 in das Landgericht Schillingsfürst umgewandelt) und in der Finanzverwaltung dem Rentamt Colmberg. Ab 1824 gehörte Bockenfeld zum Rentamt Rothenburg ob der Tauber (1919 in Finanzamt Rothenburg ob der Tauber umbenannt). Ab 1862 übernahm das neu gebildete Bezirksamt Rothenburg ob der Tauber die Verwaltung (1939 in Landkreis Rothenburg ob der Tauber umbenannt). In der Gerichtsbarkeit blieb das Landgericht Schillingsfürst zuständig (1879 in Amtsgericht Schillingsfürst umbenannt), von 1928 bis 1973 war es das Amtsgericht Rothenburg ob der Tauber. Die Gemeinde hatte 1964 eine Gebietsfläche von 3,328 km². Im Zuge der Gebietsreform in Bayern wurde diese am 1. Mai 1978 nach Gebsattel eingemeindet.
Bis in die 1970er Jahre hatte der Ort einen Haltepunkt an der Bahnstrecke Steinach bei Rothenburg–Dombühl.

### Baudenkmäler
In Bockenfeld gibt es vier Baudenkmäler:
- Evangelisch-lutherische Pfarrkirche St. Nikolaus: neugotische Saalkirche mit Westturm, 1861/68; mit Ausstattung; ummauerter Friedhof mit Grabsteinen
- Haus Nr. 21: Bauernhof; Wohnstallhaus, eingeschossiger Massivbau mit Steilsatteldach, Wohnteil verputzt, Stallteil aus Natursteinquadern, mit Kellern des Vorgängerbaus, bezeichnet 1855; Schweinestall, an Wohnstallhaus angefügter eingeschossiger Satteldachbau, 1905; Scheune mit hakenförmig angesetztem Göpel, Fachwerkbau mit Steilsatteldach bezeichnet 1814, Göpel 1894; Austragshaus, verputzter Massivbau mit Steilsatteldach, 1913
- Haus Nr. 18: ehemaliger Bauernhof, eingeschossiges, massives Wohnstallhaus, Quaderbau, bezeichnet 1866
- Haus Nr. 30: zugehörig ehemalige Zehntscheune, Krüppelwalmbau in Fachwerk, 1762

### Einwohnerentwicklung
| Jahr      | 1818  | 1840   | 1852   | 1855   | 1861   | 1867   | 1871   | 1875   | 1880   | 1885   | 1890   | 1895   | 1900   | 1905   | 1910   | 1919   | 1925   | 1933   | 1939   | 1946   | 1950   | 1952   | 1961   | 1970   | 1987  |
| Einwohner | 212   | 226    | 248    | 246    | 223    | 230    | 240    | 249    | 256    | 241    | 218    | 207    | 234    | 226    | 222    | 236    | 208    | 194    | 171    | 258    | 271    | 240    | 182    | 175    | 168   |
| Häuser    | 44    | 47     |        |        |        |        | 48     |        |        | 50     | 50     |        | 51     |        |        |        | 49     |        |        |        | 46     |        | 48     |        | 55    |
| Quelle    | [ 8 ] | [ 15 ] | [ 16 ] | [ 16 ] | [ 17 ] | [ 18 ] | [ 19 ] | [ 20 ] | [ 21 ] | [ 22 ] | [ 23 ] | [ 16 ] | [ 24 ] | [ 16 ] | [ 25 ] | [ 16 ] | [ 26 ] | [ 16 ] | [ 16 ] | [ 16 ] | [ 27 ] | [ 16 ] | [ 10 ] | [ 28 ] | [ 2 ] |

## Religion
Der Ort ist seit der Reformation evangelisch-lutherisch geprägt und bis heute nach St. Ulrich und Sebastian (Insingen) gepfarrt. Die Einwohner römisch-katholischer Konfession sind nach St. Laurentius (Gebsattel) gepfarrt.